# Rolf Baumgärtel
Rolf Baumgärtel (* 24. Juli 1946 in Merzig) ist ein Generalmajor außer Dienst des Heeres der Bundeswehr. Zuletzt war er bis 2007 stellvertretender kommandierender General des I. Deutsch-Niederländischen Corps in Münster.

## Militärische Laufbahn

### Ausbildung und erste Verwendungen
Baumgärtel trat nach dem Abitur 1966 im gleichen Jahr in die Bundeswehr ein und absolvierte die Offizierausbildung zum Offizier des Truppendienstes der Panzertruppe. Von 1969 bis 1979 hatte ver verschiedene Truppen- und Stabsverwendungen in der Panzertruppe als Zugführer, S2-Offizier (Militärisches Nachrichtenwesen), Kompaniechef und S4-Offizier (Logistik).

### Dienst als Stabsoffizier
Von 1977 bis 1979 absolvierte Baumgärtel den 20. Generalstabslehrgang Heer an der Führungsakademie der Bundeswehr in Hamburg, wo er zum Offizier im Generalstabsdienst ausgebildet wurde.
Anschließend wurde er Generalstabsoffizier G4 (Logistik) in der Panzerbrigade 12 in Amberg. 1981 absolvierte Baumgärtel die italienische Generalstabsausbildung in Civitavecchia, bevor er 1982 G3 der Panzerbrigade 34 wurde. Es schloss sich ab 1984 eine Verwendung als Bataillonskommandeur des Panzerbataillons 54 in Hessisch Lichtenau an. 1986 wechselte er ins Bundesministerium der Verteidigung (BMVg) in Bonn, wo er im Führungsstab der Streitkräfte im Bereich Personal eingesetzt wurde. 1987 war er im Büro des Staatssekretärs im BMVg und wurde 1989 Chef des Stabes der 10. Panzerdivision in Sigmaringen. 1991 wechselte er als Referatsleiter in den Planungsstab des Bundesministers der Verteidigung. 1993 besuchte er das United States Army War College in Carlisle (Pennsylvania).

### Dienst als General
1994 wurde Baumgärtel Brigadekommandeur der Panzergrenadierbrigade 7 in Hamburg und im Folgenden von April 1996 bis Juni 1999 Assistent Chief of Staff Logistics Allied Forces Southern Europe in Neapel. Zum 1. Juli 1999 wurde er Abteilungsleiter III (Heeresentwicklung) im Heeresamt in Köln. In seiner letzten Verwendung war Baumgärtel stellvertretender kommandierender General des I. Deutsch-Niederländischen Corps in Münster. Mit Ablauf des Septembe 2007 wurde er in den Ruhestand versetzt. Sein Nachfolger wurde Volker Wieker, später Generalinspekteur der Bundeswehr.

## Privates
Baumgärtel wuchs in Saarburg auf und ist verheiratet.